# Palestina (kommun i Brasilien, São Paulo, lat -20,30, long -49,52)
Palestina är en kommun i Brasilien.   Den ligger i delstaten São Paulo, i den sydöstra delen av landet, 500 km söder om huvudstaden Brasília. Antalet invånare är 11 052.
Följande samhällen finns i Palestina:
- Palestina

Omgivningarna runt Palestina är en mosaik av jordbruksmark och naturlig växtlighet. Runt Palestina är det ganska glesbefolkat, med 22 invånare per kvadratkilometer.